# Manfred Bayer (Physiker)
Manfred Bayer (* 29. August 1965 in Werneck in Franken) ist ein deutscher Physiker und seit 2020 Rektor der Technischen Universität Dortmund.

## Leben
Er studierte Physik und wurde 1997 in Würzburg bei Alfred Forchel mit dem Thema Magnetolumineszenzuntersuchungen zur Dimensionsabhängigkeit der elektronischen Eigenschaften in Halbleiterquantenstrukturen promoviert. Sowohl für seine Diplom- als auch seine Doktorarbeit erhielt er den Wilhelm-Conrad-Röntgenpreis der Fakultät für Physik und Astronomie der Universität Würzburg. 2001 erhielt er den Walter-Schottky-Preis der Deutschen Physikalischen Gesellschaft.
Im Jahr 2002 wurde Bayer auf die Professur „Experimentelle Physik mit dem Schwerpunkt Spektroskopie von kondensierter Materie“ an die TU Dortmund berufen. Dort war er über zehn Jahre lang Vorsitzender des Senats der TU Dortmund. Seit 2019 ist er zudem Professor der Universitätsallianz Ruhr. Er wurde am 24. April 2020 zum neuen Rektor der TU Dortmund gewählt und trat sein Amt am 1. September 2020 an.
Bayer ist Sprecher des Sonderforschungsbereichs TRR 160 „Kohärente Manipulation wechselwirkender Spinanregungen in maßgeschneiderten Halbleitern“ (bis 2023) und Standortsprecher des Sonderforschungsbereichs TRR 142 „Maßgeschneiderte nichtlineare Photonik: Von grundlegenden Konzepten zu funktionellen Strukturen“ (bis 2025).
Seit 2012 ist er Fellow der American Physical Society und seit 2016 ist er ausländisches Mitglied der Russischen Akademie der Wissenschaften. 2024 und zum zweiten Mal 2025 wurde er vom Deutschen Hochschulverband als „Rektor des Jahres“ ausgezeichnet.